# Arte del Reino Unido
Arte del Reino Unido es una expresión con la que se hace referencia a la producción artística en el Reino Unido. La utilización de las expresiones arte inglés o arte británico es mucho más frecuente, aunque presente la antigüedad de la definición geográfica a la que pueda referirse estrictamente (Inglaterra y Gran Bretaña). Su ubicación cronológica también tiene problemas de ambigüedad, puesto que designa de forma variable (según la intención del que hace la designación) al conjunto del reino de Inglaterra, el reino de Escocia y el principado de Gales, a los que se suman, según la coyuntura histórica, la totalidad o parte de Irlanda (desde 1922 únicamente Irlanda del Norte) y las distintas zonas que han formado parte del Imperio Británico.